# Lichtes Meer
Lichtes Meer je německý hraný film z roku 2015, který režíroval Stefan Butzmühlen podle vlastního scénáře. Film zachycuje osud mladíka, který z rodinné farmy odchází pracovat na zaoceánskou loď. Film měl světovou premiéru na filmovém festivalu v Linci 24. dubna 2015.

## Děj
Marek pochází z venkova v Meklenbursku-Předním Pomořansku, kde pracuje na rodinné farmě. Odchází do Francie, kde se v Dunkerku nechá najmout na kontejnerovou loď. Při čekání se v hotelu seznámí s námořníkem Jeanem, který také čeká na nalodění. Loď má však porouchaný motor, odjíždějí společně do Saint-Nazaire, aby se nechali najmout na jinou. Marek se do tajemného Jeana zamiluje. Na lodi započne jejich milostný vztah, ale harmonické soužití dlouho nevydrží. Zatímco Marek očekává plnohodnotný vztah, pro Jeana je to jen čistě sexuální poměr. Mezi nimi proto stále častěji propukají spory. Marek si zároveň píše deník a učí se na námořnické zkoušky. Loď připlouvá na Martinik. Během volna jedou společně na výlet, kde se ale opět nepohodnou. Marek se rozhodne na loď nevrátit a zůstat na ostrově. Na druhý den loď s Jeanem odplouvá a Marek zůstává sám v hotelu.

## Obsazení
| Martin Sznur       | Marek          |
| Jules Sagot        | Jean           |
| Katharina Melchior | Markova matka  |
| Niels Melchior     | Markův otec    |
| Lisa Melchior      | Markova sestra |
| Sarah Melchior     | Markova sestra |